# Шульська Наталія Миколаївна
Шульська Наталія Миколаївна (5 травня 1985, с. Берестяне, Ківерцівський район, Волинська область) — українська поетеса. Членкиня НСПУ (23 листопада 2017).
Авторка кількох десятків  наукових статей та навчально-методичних праць, збірки  поезій.

## Життєпис
Навчалась у Берестянській загальноосвітній школі І-ІІІ ступеня, яку закінчила в 2003 році і цього ж року вступила до Волинського державного університету імені Лесі Українки (нині Волинський національний університет імені Лесі Українки). Після закінчення (2008 р.) здобула кваліфікацію магістра української мови та літератури.
Протягом 2008—2011 рр. навчалася в аспірантурі Волинського національного  університету імені Лесі Українки на кафедрі історії  та культури української мови з відривом від виробництва.
У жовтні 2011 року успішно захистила дисертацію на тему: «Неофіційна  антропонімія Західного Полісся» і здобула  науковий ступінь кандидата філологічних наук.
Протягом 2008—2012 рр. працювала на посаді старшого лаборанта кафедри історії та культури української мови, інженера навчального відділу Волинського національного  університету імені Лесі Українки.
Із 2016 р. і дотепер — доцент кафедри соціальних комунікацій, із 2020 р. — заступник декана з наукової та виховної роботи і міжнародної співпраці факультету філології та журналістики.
У 2017—2019 рр. — член Ради молодих науковців університету.
Працює заступником декана факультету філології та жуналістики з наукової та виховної роботи і міжнародної співпраці, доцентом кафедри соціальних комунікацій Волинського національного університету імені Лесі Українки. Керує творчим об'єднанням «Літературна кав'ярня».

## Відзнаки
- Диплом лауреата Міжнародної україно-німецької премії імені Олеся Гончара за першу поетичну книгу.
- Подяка ректора Волинського національного університету імені Лесі Українки за активну участь у підготовці та проведенні святкових заходів з нагоди 141-ї річниці від дня народження Лесі Українки.
- Подяка ректора Волинського національного університету імені Лесі Українки за активну участь у Раді молодих вчених, плідну науково-дослідну діяльність.
- Диплом переможця (І місце) в конкурсі «Кращий молодий науковець університету» за 2019 р.
- Подяка голови Волинської обласної державної адміністрації за плідну творчу працю, популяризацію українського слова та з нагоди 40-річчя ВО НСПУ[2]